# 土衛四十九
土衛四十九是土星的衛星之一，位置介符土衛一及土衛二之間。原有編號為S/2007 S 4，英文稱(Anthe)，該詞取自希腊神話阿尔库俄尼得斯（Alkyonides），詞義為花。土衛四十九由 Cassini Imaging Team （页面存档备份，存于） 於2007年5月30日發現，但該衛星早於2004年6月由卡西尼號太空船所探索，最後在2007年7月18日首次向外公佈。土衛四十九每隔兩年受到土衛一明顯的擾動平均經度共振所影響，平穩密切軌道在軌道半長軸有約20公里的分子隨振幅度。使鄰近的土衛三十二及土衛三十三會產生共振。